# Kanton Pervenchères
Pervenchères is een voormalig kanton van het Franse departement Orne. Het kanton maakte deel uit van het arrondissement Mortagne-au-Perche. Het werd opgeheven bij decreet van 25 februari 2014, met uitwerking op 22 maart 2015.

## Gemeenten
Het kanton Pervenchères omvatte de volgende gemeenten:
- Barville
- Bellavilliers
- Coulimer
- Eperrais
- Montgaudry
- Parfondeval
- La Perrière
- Pervenchères (hoofdplaats)
- Le Pin-la-Garenne
- Saint-Jouin-de-Blavou
- Saint-Julien-sur-Sarthe
- Saint-Quentin-de-Blavou
- Suré
- Vidai